# طرح‌نگاری پرتوی ایکس

طرح‌نگاری پرتو ایکس، فرآیندی است که در صنعت الکترونیک برای حذف انتخابی بخش‌هایی از یک لایه نازک استفاده می‌شود. از پرتو ایکس برای انتقال یک الگوی هندسی از یک ماسک به یک نور که مقاومت شیمیایی دارد، و حساس به نور است؛ استفاده می‌کند. سپس یک سری عملیات شیمیایی، الگوی تولید شده را روی ماده زیر نور مقاوم می‌کند.

## سازوکارها
طرح‌نگاری پرتو ایکس به‌عنوان کاندید برای طرح‌نگاری نسل بعدی برای صنعت نیم‌رساناها با دسته‌هایی از ریزپردازنده‌ها با موفقیت معرفی شده‌است. داشتن طول موج کوتاه (زیر ۱ نانومتر) پرتو ایکس، بر محدودیت‌های پراش طرح‌نگاری نوری غلبه می‌کند و امکان ایجاد اندازه‌های کوچک‌تر را فراهم می‌کند. اگر منبع پرتو ایکس همسو و هم جهت نباشد، مانند تابش سنکروترون، از آینه‌های تقلیل‌دهنده اولیه یا عدسی‌های پراش به جای عدسی‌های انکساری مورد استفاده در اپتیک استفاده می‌شود تا پرتوها را متمرکز تر و با بازدهی بیشتر ساطع نماید. پرتو ایکس ماسکی را که در مجاورت یک ویفر با پوشش مقاوم قرار داده شده‌است، روشن می‌نماید. پرتوهای پرتو ایکس دارای باندی پهن می‌باشند، که معمولاً از یک منبع تابش سنکروترون فشرده و امکان قرار گرفتن در معرض سریع را فراهم می‌کنند. طرح‌نگاری پرتو ایکس عمیق (DXRL) از طول موج‌های کوتاه‌تر مثلاً در حد ۰٫۱ نانومتر و روش‌های اصلاح شده مانند فرایند (LIGA) برای ساخت ساختارهای عمیق و حتی بعضاً سه بعدی استفاده می‌کند.
این ماسک که خود شامل یک جاذب پرتو ایکس است، معمولاً از عناصری مانند طلا یا ترکیبات تانتالیوم یا تنگستن، روی غشایی که در برابر پرتو ایکس شفاف است، گاهی از کاربید سیلیکون یا الماس تهیه می‌شود. الگویی که روی ماسک وجود دارد، توسط طرح‌نگاری پرتوی الکترونی رایت مستقیم بر روی مقاومتی که توسط فرآیندهای نیم‌رسانا معمولی ایجاد می‌شود، نوشته شده‌است. غشاء می‌تواند برای دقت پوشش کشیده شود.
بیشتر نمایشهای طرح‌نگاری پرتو ایکس بوسیله کپی با صحت تصویر (بدون بزرگنمایی) روی خط کنتراست فازی همان‌طور که در شکل نشان داده شده‌است انجام شده‌است. اگرچه با این وجود، با افزایش نیاز به وضوح بالا، طرح‌نگاری پرتو ایکس اکنون در جایی که «نقطه شیرین» نامیده می‌شود، با استفاده از «بزرگ‌زدایی محلی توسط بایاس» انجام می‌شود. جایی که ساختارهای متراکم با نوردهی‌های متعدد همراه با ترجمه ایجاد می‌شوند. از مزایای استفاده از بزرگنمایی ۳ برابر می‌توان به: سهولت بسیار در ساخت ماسک، افزایش فاصله ماسک تا ویفر و کنتراست بالاتر اشاره کرد. این تکنیک برای چاپ‌های متراکم ۱۵ نانومتری قابل گسترش است.

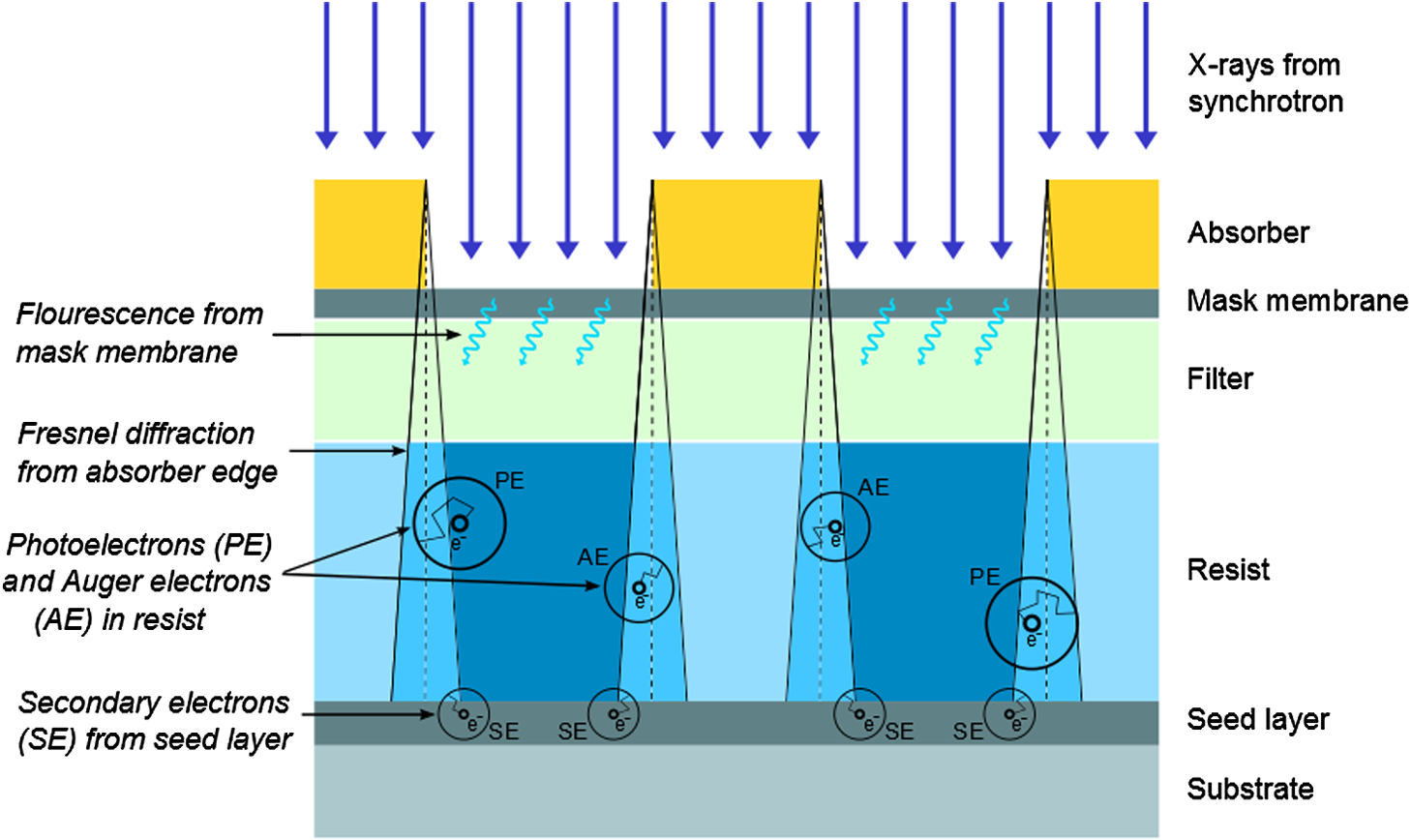
طرح‌نگاری x-ray

پرتوهای پرتو ایکس الکترون‌های ثانویه را تولید می‌کنند، مانند طرح‌نگاری فرابنفش شدید و طرح‌نگاری پرتو الکترونی که مواردی از انواع الکترون‌های ثانویه می‌باشد. این در حالی است که تعریف الگوی ظریف غالباً به دلیل ثانویه بودن الکترون‌های اوگر با طول مسیر کوتاه است، الکترون‌های اولیه مقاومت را در ناحیه بزرگ‌تری نسبت به قرار گرفتن در معرض پرتو ایکس حساس می‌کنند. در حالی که این روی واضح بودن گام الگو، که با طول موج و شکاف تعیین می‌شود، تأثیری نمی‌گذارد؛ کنتراست نوردهی تصویر (حداکثر-حداقل)/(حداکثر+ حداقل) کاهش می‌یابد، زیرا گام به ترتیب محدوده فوتوالکترون اولیه است. زبری و شیب دیواره‌های جانبی تحت تأثیر این الکترون‌های ثانویه قرار می‌گیرند زیرا بسته به انرژی پرتو ایکس می‌توانند چند میکرومتر در ناحیه زیر جاذب حرکت کنند. چندین مقاله در حدود ۳۰ نانومتر منتشر شده‌است.
از دیگر مظاهر اثر فوتوالکترون، قرارگیری در معرض الکترون‌های تولید شده با پرتو ایکس از لایه‌های ضخیم طلا است که از این مورد برای ساخت ماسک‌های دختر استفاده می‌شود. شبیه‌سازی‌ها نشان می‌دهند که تولید فوتوالکترون از زیرلایه عنصر طلا، ممکن است بر نرخ انحلال پذیری تأثیر بگذارد.

## فوتوالکترون‌ها، الکترون‌های ثانویه و الکترون‌های اوگر
الکترونهای ثانویه که انرژی 25 eV یا کمتر را دارا می‌باشند، و می‌توانند توسط هر تابش یونیزان مانند (VUV , EUV، پرتو ایکس ری، یون‌ها و سایر الکترون‌ها) تولیدشوند. انرژی الکترون‌های اوگر صدها الکترون ولت است. ثانویه‌ها (که توسط اوگر و فوتوالکترون‌های اولیه تولیدشده‌اند و تعداد آنها بیشتر است) عوامل اصلی برای مقاومت در برابر قرار گرفتن در معرض هستند.
محدوده نسبی فوتوالکترون‌های اولیه و الکترونهای اوگر به انرژی‌های مربوط به آنها بستگی دارد. این انرژی‌ها به انرژی تابشی و به ترکیب مقاومت بستگی دارند. همچنین فضای قابل توجهی برای انتخاب بهینه وجود دارد (برگرفته از ۳ مقاله). وقتی الکترون‌های اوگر انرژی کمتری نسبت به فوتوالکترون‌های اولیه داشته باشند، برد کوتاه‌تری را نیز خواهند داشت. هر دو به ذرات ثانویه تجزیه می‌شوند که با پیوندهای شیمیایی برهم کنش دارند. وقتی انرژی‌های ثانویه خیلی کم باشند، نمی‌توانند پیوندهای شیمیایی را بشکنند بنابراین بر وضوح چاپ اثر نمی‌گذارند. آزمایشها ثابت می‌کنند که محدوده ترکیبی کمتر از ۲۰ نانومتر است. از طرفی، ثانویه‌ها روند متفاوتی زیر ۳۰ ولت را دنبال می‌کنند؛ پس هر چه انرژی کمتر باشد، میانگین مسیر آزاد طولانی‌تر است، اگرچه نمی‌توانند بر توسعه مقاومت تأثیر بگذارند.
با فروپاشی آنها، فوتوالکترون‌های اولیه و الکترون‌های اوگر در نهایت از نظر فیزیکی غیرقابل تشخیص (مانند آمار فرمی دیراک) از الکترون‌های ثانویه می‌شوند. دامنه الکترون‌های ثانویه کم انرژی گاهی بیشتر از محدوده الکترون‌های فوتو اولیه یا الکترون‌های اوگر می‌باشد. آنچه برای طرح‌نگاری پرتو ایکس دارای اهمیت است، محدوده مؤثر الکترون‌هایی است که انرژی کافی برای ایجاد یا شکستن پیوندهای شیمیایی در مقاومتهای منفی یا مثبت را دارا می‌باشند.

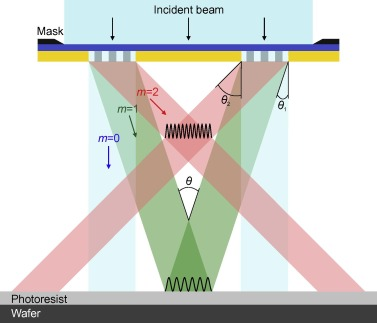
نحوه سازوکار طرح‌نگاری x-ray

## محدوده الکترونی طرح‌نگاری
پرتو ایکس را نمی‌توان شارژ کرد. میانگین مسیر آزاد نسبتاً بزرگ (~۲۰ نانومتر) الکترون‌های ثانویه مانع از کنترل وضوح در مقیاس نانومتری می‌شوند. مخصوصاً، طرح‌نگاری پرتو الکترونی از بار منفی توسط الکترون‌های برخوردی و در نتیجه گسترش پرتو رنج می‌برد که این منجر به محدود شدن وضوح می‌شود؛ بنابراین جداسازی محدوده مؤثر ثانویه که امکان دارد کمتر از ۱ نانومتر باشد دشوار است.
مسیر آزاد میانگین الکترون ترکیبی بر تاری تصویر تأثیر می‌گذارد که معمولاً بعنوان یک تابع گاوسی (جایی که σ = تاری) مدل می‌شود که با تصویر مورد انتظار در هم می‌آمیزد. همان گونه که وضوح موردنظر به تاری نزدیک می‌شود، تصویر دوز وسیعتر از تصویر هوایی پرتو ایکس فرودی می‌شود. تاری که مهم است، تصویر نهفته‌ای است که ایجاد یا شکستن پیوندها در مدت مواجه شدن با مقاومت را توصیف می‌نماید. تصویر توسعه یافته، تصویر برجسته نهایی است که توسط فرایند توسعه کنتراست بالا بر روی تصویر نهفته تولید می‌شود.
نظر به اینکه انتشارات مختلف نام برده شده، محدوده الکترون‌های نسل اولیه، اوگر، ثانویه و فوق کم انرژی که چاپ می‌کنند (همان‌طور که مطالعات STM ثابت کردند) می‌تواند بزرگ (ده‌ها نانومتر) یا کوچک (در حد نانومتر) باشد. از آنجایی که این محدوده یک عدد ثابت نیست، تعیین کمیت آن دشوار است. زبری لبه خط توسط عدم قطعیت مرتبط تشدید می‌شود. ظاهراً زبری لبه خط از نظر منشأ آماری است و فقط به‌طور غیرمستقیم به میانگین محدوده وابسته است. تحت شرایط معمول طرح‌نگاری، محدوده‌های مختلف الکترون را می‌توان کنترل کرد و از آنها بهره برد.

## شارژکردن

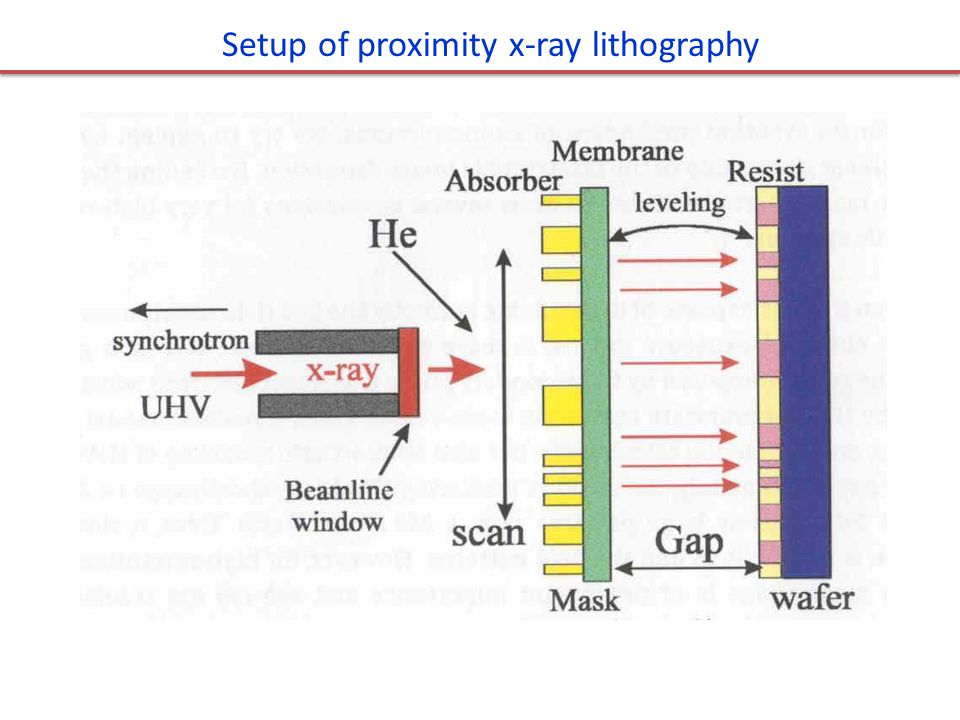
جایگذاری موارد مورد نیاز برای طرح‌نگاری

پرتوهای پرتو ایکس به خودی خود و بدون هرگونه عملیات اضافی، هیچ باری ندارند، اما در انرژی‌های موجود، واپاشی اوگر گونه‌های یونیده شده در یک نمونه می‌تواند محتمل تر از فروپاشی تابشی باشد. تابش‌های پر انرژی بیش از پتانسیل یونش نیز الکترون‌های آزاد تولید می‌کنند که در مقایسه با آنهایی که توسط پرتوهای الکترونی باردار تولید می‌شوند، ناچیز هستند. شارژ نمونه پس از یونش، زمانی که نمی‌توان تضمین کرد که الکترون‌های یونیده شده سطح را ترک می‌کنند یا در نمونه باقی می‌مانند، به اندازه کافی از منابع دیگر در زمان متعادل هستند، احتمال رخ دادن آن بسیار ضعیف است. انتقال انرژی به الکترونها، در نتیجه تابش، منجر به یونیده شدن بارهای مثبت و منفی جدا شده می‌شود که تا حدودی به دلیل برد طولانی نیروی کولن به سرعت دوباره ترکیب می‌شوند. می‌توان نتیجه گرفت که لایه‌های عایق همانند اکسیدهای دروازه یا حتی رزیست‌ها تحت تابش پرتو الکترونی به پتانسیل مثبت یا منفی شارژ می‌شوند. فیلم‌های عایق در نهایت توسط بار فضایی (الکترون‌هایی که به سطح وارد و از آن خارج می‌شوند) در رابط مقاومت-خلاء و تزریق فاولر-نوردهایم از بستر خنثی می‌شوند. دامنه الکترون‌های فیلم می‌تواند تحت تأثیر میدان الکتریکی محلی قرار بگیرد. وضعیت به دلیل وجود حفره‌هایی (جای خالی الکترون با بار مثبت) که همراه با الکترون‌های ثانویه ایجاد می‌شوند و انتظار می‌رود که آنها را در اطراف دنبال کنند، پیچیده‌تر می‌شود. با ادامه این فرایند خنثی سازی، هر غلظت بار اولیه به‌طور مؤثر شروع به پخش شدن می‌کند. حالت شیمیایی نهایی فیلم پس از خنثی سازی کامل می‌شود؛ پس از اینکه تمام الکترون‌ها درنهایت سرعت خود را کاهش دادند. غالباً، به استثنای استپرهای پرتو ایکس، شارژ را می‌توان با تفنگ سیل یا مقاومت در برابر ضخامت یا لایه اتلاف بار کنترل کرد.